# Gary Rhodes
Gary Rhodes, OBE (Londra, 22 aprile 1960 – Dubai, 26 novembre 2019), è stato un cuoco, personaggio televisivo e ristoratore britannico.
È stato conduttore televisivo di noti cooking show come MasterChef UK, la seconda stagione di Hell's Kitchen e MasterChef USA.

## Biografia

### Carriera
Nato nel sobborgo di Camberwell a Londra, Gary Rhodes cominciò a lavorare come sous-chef presso il Reform Club per poi spostarsi al Capital Hotel. Diventò poi executive chef presso il Castle Hotel di Taunton, grazie al quale ottenne la sua prima stella Michelin.
Nel 1990 ritorna a Londra dove diventa capo cuoco presso il Greenhouse Restaurant di Mayfair, che gli farà ottenere la seconda stella Michelin. Nel 1997 apre i ristoranti City Rhodes e Rhodes in the Square. Nel 2006 viene insignito dell'onorificenza da parte dell'Ordine dell'Impero Britannico. Nel 2011 si trasferì a Dubai, dove aprì il Rhodes Twenty10, mentre nel 2013 aprì un altro ristorante ad Abu Dhabi.

### Morte
Rhodes morì il 26 novembre 2019 all'età di 59 anni mentre si trovava a Dubai per girare una nuova serie TV culinaria. Più tardi la famiglia confermò come causa della sua morte un ematoma subdurale dovuto ad una lesione cerebrale.